# 에일렌베르크-질버 사상
호몰로지 대수학에서 에일렌베르크-질버 사상(Eilenberg-Zilber寫像, 영어: Eilenberg–Zilber map)과 알렉산더-휘트니 사상(Alexander-Whitney寫像, 영어: Alexander–Whitney map)은 아벨 범주 위의 단체 대상의 텐서곱과 사슬 복합체의 텐서곱을 비교하는, 서로 반대 방향의 두 사슬 복합체 사상이다. 이들의 합성은 사슬 복합체의 호모토피를 이루어, 호몰로지 군의 동형을 유도한다. 즉, 단체 대상의 텐서곱과 사슬 복합체의 텐서곱은 같은 호몰로지 군을 정의한다.

## 정의
다음이 주어졌다고 하자.
- 아벨 범주 {\displaystyle {\mathcal {A}}}
- {\displaystyle {\mathcal {A}}} 위의 두 단체 대상 {\displaystyle A_{\bullet },B_{\bullet }\colon \triangle ^{\operatorname {op} }\to {\mathcal {A}}}

그렇다면, 다음을 정의할 수 있다.
- {\displaystyle \operatorname {Ch} _{\geq 0}({\mathcal {A}})}는 {\displaystyle {\mathcal {A}}} 위의, 자연수 등급의 사슬 복합체의 범주이다.
- 단체 대상 {\displaystyle A_{\bullet }\in \operatorname {s} ({\mathcal {A}})}에 대하여, 무어 사슬 복합체 {\displaystyle \operatorname {C} _{\bullet }(A)\in \operatorname {Ch} _{\geq 0}({\mathcal {A}})} 및 정규화 사슬 복합체 {\displaystyle \operatorname {N} _{\bullet }(A)\in \operatorname {Ch} _{\geq 0}({\mathcal {A}})}를 정의할 수 있다. 후자는 전자의 몫 사슬 복합체이다.

### 에일렌베르크-질버 사상
아벨 범주 {\displaystyle {\mathcal {A}}} 위의 두 단체 대상 {\displaystyle A_{\bullet }}, {\displaystyle B_{\bullet }}에 대한 에일렌베르크-질버 사상은 다음과 같은 사슬 복합체 사상이다.
{\displaystyle \operatorname {C} (A_{\bullet })\otimes \operatorname {C} (B_{\bullet })\to \operatorname {C} (A\otimes B)}
{\displaystyle a\otimes b\mapsto \sum _{(\mu ,\nu )\in \operatorname {Shuffle} (m,n)}(-)^{(\mu ,\nu )}s_{m,\nu }(a)\otimes s_{n,\mu }(b)\qquad a\in A_{m},\;b\in B_{n}}
여기서
- {\displaystyle \operatorname {Shuffle} (m,n)}은 모든 {\displaystyle (m,n)}-셔플 순열 {\displaystyle \{0,1,\dotsc ,m+n-1\}\to \{0,1,\dotsc ,m+n-1\}}들의 집합이다. 셔플 순열 {\displaystyle (\mu ,\nu )}의 성분은 {\displaystyle (\mu _{m-1},\dotsc ,\mu _{1},\mu _{0})} 및 {\displaystyle (\nu _{n-1},\dotsc ,\nu _{1},\nu _{0})}이다.
- {\displaystyle s_{n,\mu }=s_{n+m-1\mu _{m-1}}\circ \dotsb \circ s_{n+1,\mu _{1}}\circ s_{n,\mu _{0}}\colon B_{n}\to B_{m+n}}이며 {\displaystyle s_{m,\nu }\colon A_{m}\to A_{m+n}} 역시 마찬가지로 정의된다.
- {\displaystyle (-)^{(\mu ,\nu })}는 순열의 부호 {\displaystyle \operatorname {Sym} (n)\twoheadrightarrow \{\pm 1\}}를 셔플 순열 {\displaystyle \operatorname {Shuffle} (m,n)\leq \operatorname {Sym} (m+n)}에 적용한 것이다.

이 사상은 무어 사슬 복합체에 대하여 정의되지만, 그 몫인 정규화 사슬 복합체 위에서도 잘 정의된다. 즉, 다음과 같은 에일렌베르크-질버 사상이 존재한다.
{\displaystyle \operatorname {N} _{\bullet }(A)\otimes \operatorname {N} _{\bullet }(B)\to \operatorname {N} _{\bullet }(A\otimes B)}

### 알렉산더-휘트니 사상
아벨 범주 {\displaystyle {\mathcal {A}}} 위의 두 단체 대상 {\displaystyle A_{\bullet }}, {\displaystyle B_{\bullet }}에 대한 알렉산더-휘트니 사상은 다음과 같은 사슬 복합체 사상이다.
{\displaystyle \operatorname {C} (A_{\bullet })\otimes \operatorname {C} (B_{\bullet })\to \operatorname {C} (A\otimes B)}
{\displaystyle a\otimes b\mapsto \bigoplus _{p+q=n}(\partial _{\leftarrow }a)\otimes (\partial _{\rightarrow }b)\qquad n\in \mathbb {N} ,\;a\in A_{n},\;b\in B_{n}}
여기서
- {\displaystyle \partial _{\leftarrow }\colon A_{p+q}\to A_{p}}는 앞면 사상(영어: 앞面寫像, 영어: front-face map)이라고 하며, 단체 범주의 다음과 같은 사상 {\displaystyle \in \hom _{\triangle }(p,p+q)}에서 유도된 것이다.
{\displaystyle \{0,1,\dotsc ,p\}\hookrightarrow \{0,1,\dotsc ,p+q\}}
{\displaystyle i\mapsto i}
- {\displaystyle \partial _{\leftarrow }\colon B_{p+q}\to B_{q}}는 뒷면 사상(영어: 뒷面寫像, 영어: back-face map)이라고 하며, 단체 범주의 다음과 같은 사상 {\displaystyle \in \hom _{\triangle }(q,p+q)}에서 유도된 것이다.
{\displaystyle \{0,1,\dotsc ,q\}\hookrightarrow \{0,1,\dotsc ,p+q\}}
{\displaystyle i\mapsto i+p}

## 성질

### 호모토피
에일렌베르크-질버 사상은 알렉산더-휘트니 사상의 오른쪽 역사상이지만, 일반적으로 왼쪽 역사상이 아니다. 즉, 다음과 같은 합성은 항등 사상이다.
{\displaystyle \operatorname {N} (A)\otimes \operatorname {N} (B)\to \operatorname {N} (A\otimes B)\to \operatorname {N} (A)\otimes \operatorname {N} (B)}
그 반대 합성은 항등 사상이 아닐 수 있지만, 항상 사슬 호모토피이다. 즉, 모형 범주 {\displaystyle \operatorname {Ch} _{\geq 0}({\mathcal {A}})}의 약한 동치이며, 특히 같은 호몰로지를 정의한다.
{\displaystyle \operatorname {N} (A\otimes B)\to \operatorname {N} (A)\otimes \operatorname {N} (B)\to \operatorname {N} (A)\otimes \operatorname {N} (B)}
이 사실을 에일렌베르크-질버 정리(영어: Eilenberg–Zilber theorem)라고 한다.

### 대칭성
에일렌베르크-질버 사상은 (텐서곱의 순서를 뒤바꾸었을 때) 대칭 사상이지만, 알렉산더-휘트니 사상은 그렇지 않다.

### 모노이드 돌트-칸 대응
가환환 {\displaystyle K}가 주어졌을 때, 다음과 같은 범주들을 정의할 수 있다.
- {\displaystyle K}-결합 대수들의 범주 {\displaystyle \operatorname {Alg} /K} (즉, 가환환의 범주의 조각 범주)의 단체 대상의 범주 {\displaystyle \operatorname {s} (\operatorname {Alg} _{K})}. 이는 {\displaystyle (\operatorname {s} (\operatorname {Mod} _{K}),\otimes _{K})} 속의 모노이드 대상들의 범주이다.
- {\displaystyle K}-미분 등급 대수의 범주 {\displaystyle \operatorname {dgAlg} _{K}}. 이는 {\displaystyle K}-사슬 복합체의 모노이드 범주 {\displaystyle (\operatorname {Ch} _{K}^{+},\otimes _{K})} 속의 모노이드 대상이다.

그렇다면, 돌트-칸 대응으로부터, 이 두 범주 사이에 서로 다른 두 쌍의 수반 함자들이 존재한다. 이들은 각각 퀼런 동치를 정의하며, 이를 모노이드 돌트-칸 대응(영어: monoidal Dold–Kan correspondence)이라고 한다. (그러나 일반 돌트-칸 대응과 달리, 이는 범주의 동치가 아니다.)
구체적으로, 돌트-칸 대응의 함자
{\displaystyle \Gamma \colon \operatorname {Ch} _{K}^{+}\leftrightarrows \operatorname {s} (\operatorname {Mod} _{K})\colon \operatorname {N} }
에서, 둘 중 하나를 취하면, 다음과 같은 두 수반 함자를 얻는다.
{\displaystyle \Gamma \colon \operatorname {dgAlg} _{K}\leftrightarrows \operatorname {s} (\operatorname {Alg} _{K})\colon \operatorname {N} '}
{\displaystyle \operatorname {N} '\dashv \operatorname {\Gamma } }
{\displaystyle \Gamma '\colon \operatorname {dgAlg} _{K}\leftrightarrows \operatorname {s} (\operatorname {Alg} _{K})\colon \operatorname {N} }
{\displaystyle \operatorname {\Gamma } '\dashv \operatorname {N} }
여기서 등장하는 자연 변환의 성분은 각각 알렉산더-휘트니 사상
{\displaystyle \operatorname {N} (A\otimes B)\to \operatorname {N} (A)\otimes \operatorname {N} (B)}
과 에일렌베르크-질버 사상
{\displaystyle \operatorname {N} (A)\otimes \operatorname {N} (B)\to \operatorname {N} (A\otimes B)}
이다.

### 가환 모노이드 돌트-칸 대응
다음이 주어졌다고 하자.
- 표수 0의 체 {\displaystyle K}

그렇다면, 다음과 같은 범주들을 정의할 수 있다.
- {\displaystyle K} 위의 가환 결합 대수들의 범주 {\displaystyle K\backslash \mathrm {CRing} } (즉, 가환환의 범주의 쌍대 조각 범주)
- {\displaystyle K}-가환 미분 등급 대수의 모형 범주 {\displaystyle \operatorname {cdgAlg} _{K}}

그렇다면, 다음 두 모형 범주 사이에 퀼런 동치가 존재하며, 이를 가환 모노이드 돌트-칸 대응(영어: commutative-monoidal Dold–Kan correspondence)이라고 한다.
{\displaystyle \operatorname {N} \colon \operatorname {s} (K\backslash \mathrm {CRing} )\leftrightarrows \operatorname {cdgAlg} _{K}\colon \Gamma '}
이는 에일렌베르크-질버 사상에 의하여 정의된다 (알렉산더-휘트니 사상은 비대칭이어서 사용될 수 없다).
(여기서, {\displaystyle K}를 표수 0의 체로 가정하는 것은, 아닐 경우 {\displaystyle \operatorname {CDGA} _{K}}에 모형 범주 구조가 자연스럽게 주어지지 못하기 때문이다.)

## 역사
에일렌베르크-질버 사상은 사무엘 에일렌베르크와 조지프 에이브러햄 질버(영어: Joseph Abraham Zilber, 1923~2009)의 이름을 땄다. 알렉산더-휘트니 사상은 제임스 워델 알렉산더와 해슬러 휘트니의 이름을 땄다.